# Onthophagus clitellifer
Onthophagus clitellifer är en skalbaggsart som beskrevs av Edmund Reitter 1894. Onthophagus clitellifer ingår i släktet Onthophagus och familjen bladhorningar. Inga underarter finns listade i Catalogue of Life.